# 小平尚典
小平 尚典（こひら なおのり、1954年3月29日-）は、福岡県北九州市小倉北区出身の日本の写真家である。

## 経歴
1975年に日本大学芸術学部写真学科を卒業。大学卒業後、渡英。1年ほど滞在し、欧州を放浪。帰国後、英国パンクロック取材を機に社会 派写真家としてデビュー。同時にエディトリアルカメラマンとして数多くの雑誌の仕事をする。もともとジャーナリスト志向が強く1980年に新潮社FOCUS（フォーカス）創刊に参加。1987年家族を連れて米国ロサンゼルスに移住、今度は世界を相手に取材活動を開始する。2009年に22年間の米国生活にピリウドを打ち帰国。メディアプロデューサーとして新境地も開く。株式会社コヒラ・パーソンズ・プロジェクト代表取締役CEO。

## エピソード
- 1975年ロンドンでマルコム・マクラーレンやビビアンウエストウッドに出会いのパンクムーブメントの撮影を決行。
- フォーカス創刊当時はコラム班であったが、ホテルニュージャパン火災『瞳孔反射なし』から事件班になる。その後数々のスクープを取材撮影。
- 1985年8月12日、日本航空123便墜落事故の現場にいち早く到着し、生存者も発見。6年後に写真集「4/524」を日米同時に発表。海外で話題になり、多くの海外美術館でコレクションされる。
- 1987年7月23日に米国シアトルで孫正義がインタビュアーでビルゲイツを撮影。
- KeyManUSA連載を月刊紙「TheComputer」創刊号に掲載。日本で話題となる。その後6年間近くPCビジョナリーを取材撮影をプロデュース。2021年に全ての写真がスタンフォード大学ライブラリーにドナーされる。
- 当時米国未来研究所特別研究員ポール・サフォー（未来学者）と100年後に原爆はどう伝えるか?日米を歩き「原爆の軌跡」を小学館から刊行。
- 今や世界的に有名なレコーディングプロデュサー江崎友淑とウィーンで出会い、約100枚のクラシックCDジャケットを撮影。
- 株式会社コヒラ パーソンズプロジェクトCEO （1971〜）
- A member of Foreign press correspondent USA
- 青山学院大学シンギュラリティ研究所メディアラボ所長（2018〜2021）
- 早稲田大学理工学部非常勤講師（2011〜）「知財のグローバリゼーションと言語の多様性」
- 青山学院大学地球社会共生学部非常勤講師（2020〜2021）「ドローンジャーナリズム」
- シンオープンラボ フェロー（2022〜）

## 著書

### 写真集
- 4／524（日航機墜落事故写真集）
- 「Moments of Truth」オープンブック
- 「シリコンロード」（PCビジュナリー・ポートレイト集）ソフトバンクPB
- 「e-face」（PCビジュナリー・ポートレイト集No.2） Mediall
- 「This is Nomo」（野茂英雄）
- 「空也上人」東洋美術印刷

### 未来学者Paul Saffoとの共著
- 原爆の軌跡（日米の原爆の旅）

### 安西水丸との共著
- アトランタの案山子・アラバマのワニ（フォークアート）小学館
- 彼はメンフィスで生まれた（米国の旅）CCC
- 「TAHITI」(ゴーギャンの墓を訪ねて)アドレナナイズ

### 片山恭一と共著
- 「そうだ高野山がある」 バジリコ
- 「あの日ジョブスは」WAC

### プロデュースした書籍
- 「マイクロソフト戦記」トムサトウ著 新潮社
- 「松下幸之助は怒っている」岩谷英昭著 新潮社
- 「世界の中心でAIをさけぶ」片山恭一著 新潮社
- 「笑劇の人生」芦屋小雁著 新潮社
- 「怒りのブレイクスルー」中村修二著 集英社
- 「21世紀の絶対温度」中村修二著 集英社
- 「好きなことだけやれば良い」中村修二 バジリコ
- 「負けてたまるか」中村修二 朝日新聞
- 大好きなことを「仕事」にしよう 中村修二 ワニブックス
- 「日本の子供を幸せにする23の提言」中村修二 小学館
- 「中村修二の反骨教育論：21世紀を生き抜く子に育てる 」小学館
- 「ごめん」中村修二 ダイヤモンド社
- 「霧の中のバーバラ」片山恭一著 文芸社
- 絵本「どうぶつパシャパシャ」文芸社
- 絵本「バナナうんち」文芸社